# Поребрице (Пелагићево)
Поребрице су насељено мјесто у општини Пелагићево, Република Српска, БиХ. Према попису становништва из 2013. у насељу је живјело 344 становника.

## Мјесна заједница
МЗ Поребрице се састоји од насељених мјеста: Мијатовићи, Пратровац и Ломница.

## Становништво
| Националност       | 1991. | 1981. | 1971. | 1961. |
| Срби               | 609   | 838   | 842   | 791   |
| Југословени        | 7     | 2     |       | 2     |
| Хрвати             | 1     | 2     | 37    | 3     |
| Муслимани          |       | 1     | 4     |       |
| остали и непознато | 172   | 1     | 1     | 7     |
| Укупно             | 789   | 844   | 884   | 803   |

| Демографија | Демографија | Демографија |
| Година      | Становника  | Становника  |
| ----------- | ----------- | ----------- |
| 1948.       | 826         |             |
| 1953.       | 832         |             |
| 1961.       | 803         |             |
| 1971.       | 884         |             |
| 1981.       | 844         |             |
| 1991.       | 789         |             |
| 2013.       | 344         |             |